# Kyokushinkan
Kyokushinkan – federacja Karate Kyokushin, założona w styczniu 2003 przez Hatsuo Rōyamę.
Federacja zorganizowała w 2005 (z udziałem zawodników z 37 państw), 2009 (z udziałem 420 zawodników z 57 państw) i 2023 mistrzostwa świata seniorów, a w 2006, 2008, 2010, 2012 i 2015 mistrzostwa Europy seniorów.
W 2022 Hatsuo Rōyamę zastąpił na czele organizacji Okazaki Hiroto.